# Języki australijskie
     nyulnyulańskie
     bunubańskie
     worrorrańskie
     dżarrakańskie
     dżamindżungańskie
     Daly
     laragiya
     tiwi
     limilngańskie
     umbugarla
     giimbijuckie
     jiwajdżajskie
     gunwinyguskie
     Zachodniej Barkly oraz niektóre tankickie i pama-njungaskie
     pama-njungaskie oraz niektóre tankickie

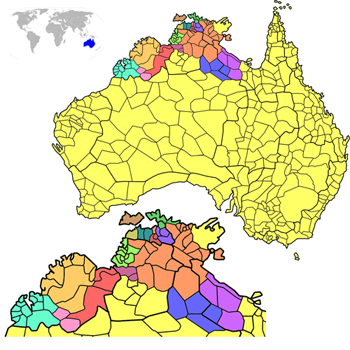
Australijskie rodziny językowe:
nyulnyulańskie
bunubańskie
worrorrańskie
dżarrakańskie
dżamindżungańskie
Daly
laragiya
tiwi
limilngańskie
umbugarla
giimbijuckie
jiwajdżajskie
gunwinyguskie
Zachodniej Barkly oraz niektóre tankickie i pama-njungaskie
pama-njungaskie oraz niektóre tankickie

Języki australijskie – makrofyla językowa, języki Aborygenów australijskich (około 40 tys. użytkowników), których liczba zmniejsza się ze względu na asymilację. W ich skład wchodzi kilka rodzin językowych i szereg języków izolowanych. Zwyczajowo nie wlicza się do nich języków tasmańskich. Związki między poszczególnymi językami nie są do końca jasne, choć w ostatnich dziesięcioleciach dokonano już znaczącego postępu w ich badaniu. Żaden z tych języków nie posiada własnego piśmiennictwa.
Ocenia się, że pod koniec XVIII wieku w Australii występowało 250 rodzimych języków aborygeńskich. Na początku XXI wieku pozostało ok. 60 języków australijskich, a prawie wszystkie, z wyjątkiem ok. 20, są wysoce zagrożone wymarciem. Przed kolonizacją mogło posługiwać się nimi ok. 150–350 tys. Aborygenów. Prawie wszystkie języki australijskie zostały w pewnym stopniu poznane, ale informacje nt. niektórych z nich ograniczają się do ubogich list słownictwa. 
Dzieci uczą się tylko 10% z przetrwałych, zwykle używanych w najbardziej izolowanych terenach. Na przykład, z pięciu najmniej zagrożonych zachodnioaustralijskich, cztery należą do grupy ngaanjatdżarra, używanej na Pustyni Środkowej i Wielkiej Pustyni Wiktorii. Dwujęzyczna edukacja jest praktykowana z sukcesami w niektórych społecznościach, np. niedawno niedaleko Alice Springs biali nauczyciele byli zobowiązani do nauczenia się miejscowego języka, a aborygeńscy rodzice narzekali, że ich dzieci nie uczono w szkole angielskiego. Parę najbardziej liczebnych języków aborygeńskich, takich jak warlpiri i tiwi, ma około 3 tysiące użytkowników.
Aborygeni tasmańscy zostali niemal wytępieni w początkowym okresie kolonialnym, a ich języki wymarły, zanim większość została udokumentowana. Żyli na swej wyspie, oddzieleni od stałego lądu od końca epoki lodowcowej i – jak się wydaje – nie mieli z nim kontaktu przez 10 tys. lat. Wiadomo o nich zbyt mało, aby można było je zaklasyfikować, choć wydają się mieć pewne fonologiczne podobieństwa z australijskimi.
W językach australijskich występują pożyczki austronezyjskie z języków Indonezji i okolic. Wiele z nich ma swoje źródło w języku makasarskim, ale zidentyfikowano też wyrazy, które mogły zostać zaczerpnięte z różnych języków wyspy Sulawesi, archipelagu Moluków oraz wysp Timor i Rote, a także z języków oceanicznych i języków sama-bajau.
Dla wielu Aborygenów z północnej części Australii językiem ojczystym jest jeden z języków kreolskich (jak np. Torres Strait Creole lub kriol). Języki kreolskie rozwinęły się na bazie słownictwa angielskiego, z pewnymi wpływami języków rodzimych. Powstały też języki pidżynowe na podstawie chińskiego i makasarskiego, a także uproszczone wersje lokalnych języków aborygeńskich (używane w celach misyjnych i do komunikacji ponadlokalnej). Niektóre języki kreolskie i pidżynowe (są to np. historyczny pidżyn makasarski, Kanaka English i Broome Pearling English) praktycznie wyszły z użycia.
Z języków australijskich wywodzą się niektóre wyrazy angielskie (kangaroo, boomerang, dingo), a także nazwy miejscowości w Australii (Geelong, Warrnambool, Wagga-Wagga). 